# Gonytrichum mirabile
Gonytrichum mirabile är en svampart som beskrevs av Hol.-Jech. 1976. Gonytrichum mirabile ingår i släktet Gonytrichum och familjen Chaetosphaeriaceae.   Inga underarter finns listade i Catalogue of Life.